# 伍福
伍福，正白旗人，清朝政治人物。
咸丰元年(1851年)署，擔任廣東廣州府永安縣知縣（現紫金縣知縣）。后由徐良梅接任。